# Noah Sonko Sundberg
 Noah Kemeseng Sonko Sundberg, född 6 juni 1996 i Johanneshov, är en svensk-gambisk fotbollsspelare som spelar för Ludogorets Razgrad och Gambias landslag.

## Klubbkarriär
Sonko Sundberg började spela fotboll i Enskede IK som sexåring. Han lämnade under 2010 sin moderklubb för spel i AIK. När han kom till AIK spelade han som anfallare, men skolades senare om till mittback.
Sonko Sundberg debuterade för AIK:s A-lag i träningsmatchen mot Manchester United (1–1) den 6 augusti 2013 då han i den 85:e minuten byttes in mot Niklas Backman. I november 2013 skrev Sonko Sundberg på ett treårskontrakt med AIK. Han gjorde allsvensk debut för AIK den 2 juni 2014 i en 4–2-hemmaseger över IF Brommapojkarna. Den 20 juli 2014 gjorde Sonko Sundberg sitt första allsvenska mål i en 4–1-bortaförlust mot Falkenbergs FF, där han i den 53:e minuten gjorde mål på ett inlägg från Henok Goitom.
Den 30 mars 2016 blev Sonko Sundberg utlånad till GIF Sundsvall fram till den 15 juli 2016. I samband med utlåningen förlängdes även hans kontrakt med AIK med ett år, fram till den 31 december 2017. I juli 2016 förlängdes utlåningen fram över resten av säsongen. Under säsongen 2016 spelade han 23 matcher i Allsvenskan, varav 22 från start för Sundsvall. Den 28 mars 2017 bekräftade AIK på sin hemsida att man återigen skulle låna ut honom till Sundsvall under en hel säsong.
Den 8 januari 2018 värvades Sonko Sundberg av Östersunds FK, där han skrev på ett fyraårskontrakt. Den 4 november 2021 värvades Sonko Sundberg av bulgariska Levski Sofia, där han skrev på ett 2,5-årskontrakt med start den 1 januari 2022.
Den 26 juli 2023 blev Sonko Sundberg klar för Ludogorets Razgrad.

## Landslagskarriär
Sundberg var med i Sveriges trupp som vann brons vid U17-världsmästerskapet i fotboll 2013. Han startade i sex av sju matcher för Sverige men missade dock bronsmatchen på grund av en lårskada.
Den 2 oktober 2020 blev Sonko Sundberg för första gången uttagen i Gambias landslag. Han debuterade den 9 oktober 2020 i en 1–0-vinst över Kongo-Brazzaville.